# Place des Martyrs-de-la-Résistance (Montpellier)
Pour les articles homonymes, voir Place des Martyrs-de-la-Résistance.
 (février 2010).
Si vous disposez d'ouvrages ou d'articles de référence ou si vous connaissez des sites web de qualité traitant du thème abordé ici, merci de compléter l'article en donnant les références utiles à sa vérifiabilité et en les liant à la section « Notes et références ».
La place des Martyrs-de-la-Résistance est une place  de Montpellier.

## Situation et accès
Cette petite place située dans le cœur historique, possède un parking souterrain de plus de 2 000 places permettant à ceux qui doivent aller en centre-ville d'éviter les embouteillages du boulevard du Jeu-de-Paume.

## Origine du nom
La préfecture ayant été le lieu de transit des résistants ou contestataires politiques avant que ces derniers ne soient mis en prison ou déportés. C'est pourquoi le nom de place des Martyrs-de-la-Résistance a été attribué en leur honneur après la victoire des alliés.

## Historique
Sur cette place, se trouve une librairie Gibert Joseph, la plus vieille librairie généraliste de Montpellier encore en activité, le plus grand bureau de poste de la Ville et la préfecture où se sont rencontrés pour la première fois Pétain et le Général Franco, durant la Seconde Guerre mondiale. La préfecture était alors le lieu de réunion des dirigeants pétainistes, dans la ville de Montpellier, et le lieu de transit des opposants politiques avant qu'ils ne soient mis emprisonnés ou déportés.
En 2024, la mairie de Montpellier annonce un projet de réaménagement de la place, afin de l'aplanir et de la rendre plus accessible, notamment aux personnes à mobilité réduite.

## Bâtiments remarquables et lieux de mémoire

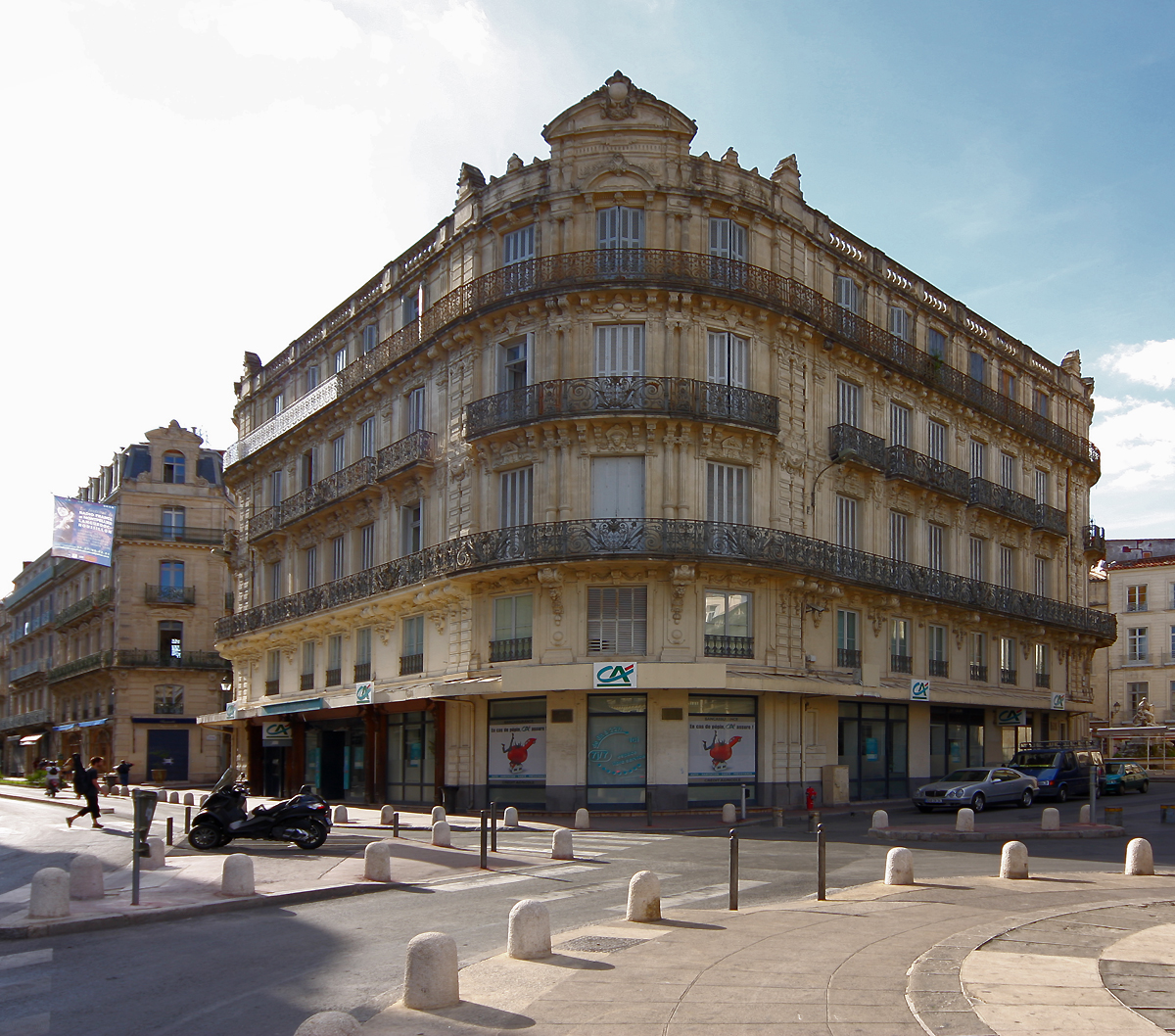
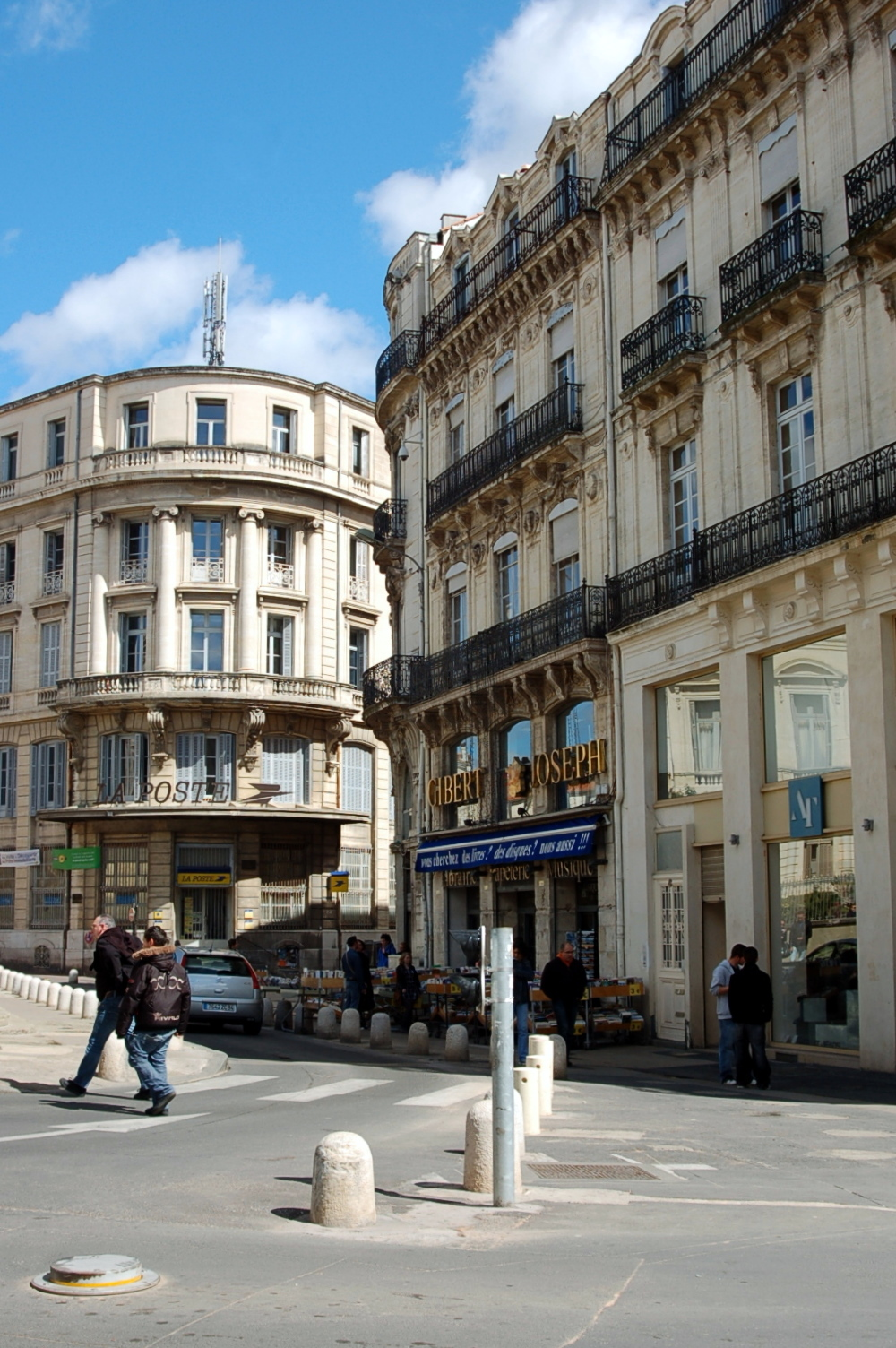
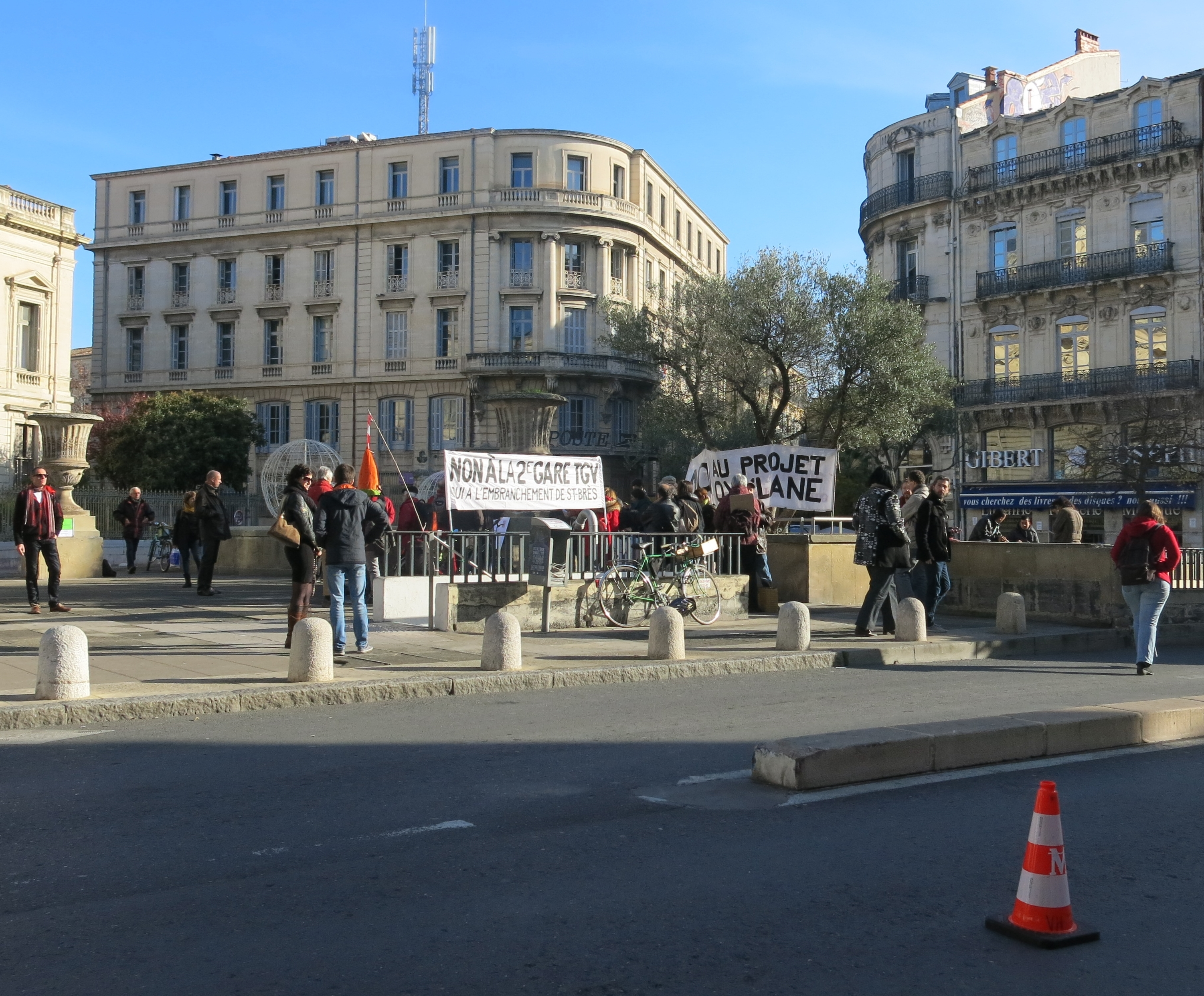
Manifestations sur la place contre la Gare de Montpellier-Sud-de-France.